# بیلی دو کلاهه
بیلی دو کلاهه (به انگلیسی: Billy Two Hats) یک فیلم سینمایی آمریکایی در ژانر وسترن محصول ۱۹۷۴ میلادی به کارگردانی تد کاچف است. 

## بازیگران
- گریگوری پک درنقش آرکان دینز
- دسی آرناز جونیور درنقش بیلی دو کلاه
- جک واردن درنقش کلانتر هنری گیفورد
- دیوید هادلستون درنقش کوپلند ، صاحب سالن
- سیان باربارا آلن درنقش استر اسپنسر
- جان پیرس درنقش اسپنسر
- دبلیو وینسنت سنت سیر
- زو برلینسکی
- آنتونی اسکات
- ویک آرمسترانگ درنقش هری شیرین بردلی[۲] [۳] [۴] [۵]